# Dům čp. 105 se studnou (Štramberk)
Dům čp. 105 stojí na ulici Jaroňkova ve Štramberku v okrese Nový Jičín. Roubený dům byl postaven na konci 18. století. Ministerstvem kultury České republiky byl v roce 1995 prohlášen kulturní památkou ČR a je součástí městské památkové rezervace.

## Historie
Podle urbáře z roku 1558 na náměstí bylo postaveno původně 22 domů s dřevěným podloubím, kterým bylo přiznáno šenkovní právo a sedm usedlých na předměstí. Uprostřed náměstí stál pivovar. V roce 1614 je uváděno 28 hospodářů, fara, kostel, škola a za hradbami 19 domů. Za panování jezuitů bylo v roce 1656 uváděno 53 domů. První zděný dům čp. 10 byl postaven na náměstí v roce 1799. V roce 1855 postihl Štramberk požár, při něm shořelo na 40 domů a dvě stodoly. V třicátých letech 19. století stálo nedaleko náměstí ještě dvanáct dřevěných domů. Dům čp. 105 byl postaven jako roubený na konci 18. století v blízkosti hradební bašty (dům čp. 103). V první polovině 19. století a na přelomu 19. a 20. století byl přestavován a rozšířen. V roce 2005 manželé Šmírovi dům rekonstruovali.

## Stavební podoba
Dům je přízemní dvoukřídlá stavba na půdorysu písmene L přisazena k městským hradbám. Je postaven na vysoké kamenné podezdívce, která vyrovnává svahovou nerovnost. V podezdívce jsou sklepní prostory se samostatným vchodem z ulice. Nejstarší část byla postavena kolmo na hradební zeď a v pozdější době bylo přistavěno křídlo kolmo k starší části. Vzniklý dvůr rámován křídly a hradební zdí navazuje na vstup k domu čp. 104. Přízemní část je roubena z kuláčů, které jsou omítnuty. Střecha je valbová (starší část) a sedlová krytá šindelem. Jihovýchodní průčelí je dvouosé se svisle bedněným štítem a podlomenicí.
V blízkosti domu čp. 105 a čp. 106 se nachází zrekonstruovaná studna, která zajišťovala zásobování vodou. Dřevěná roubená studna s jehlanovou střechou je krytá šindelem.